# Oberst-Gruppenführer
 (mars 2020).
Ne doit pas être confondu avec Obergruppenführer.

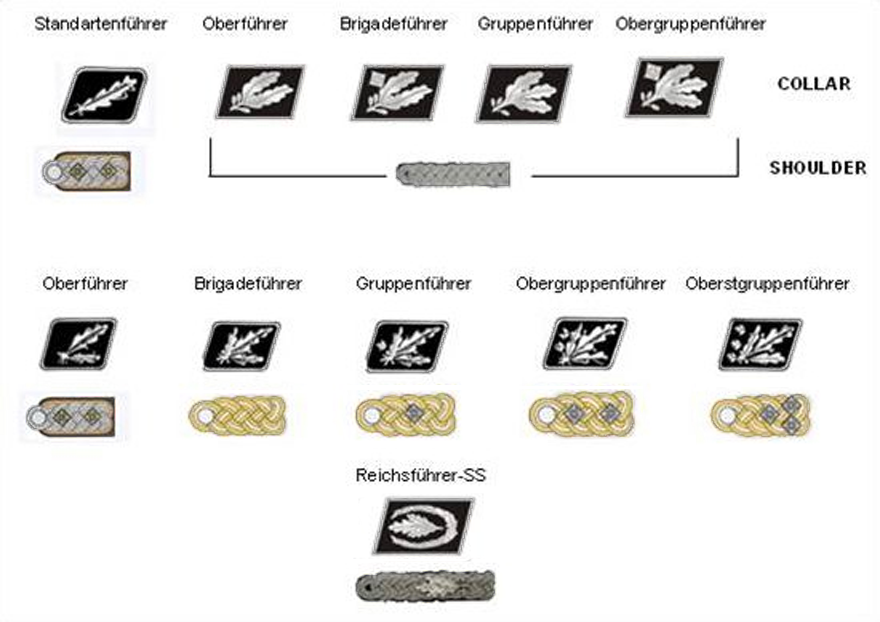
Insignes de grade (pattes de collet et pattes d’épaule) des uniformes des officiers de la SS, ayant au moins une feuille de chêne aux pattes de collet (ce sont des officiers généraux sauf pour les cas des Standartenführer et Oberführer) :
- de 1933 à avril 1942 (1re rangée, en haut) ;
- après avril 1942 (2e rangée, au milieu).
Les insignes du Reichsführer-SS (rangée du bas) sont restés inchangés de 1934 à 1945. Le grade d’Oberst-Gruppenführer n'est apparu qu'en 1942 (il ne figure donc pas dans la rangée du haut).

Oberst-Gruppenführer (parfois écrit Oberstgruppenführer) (abréviation Ogruf)  est un grade dans la Schutzstaffel (SS), l'organisation paramilitaire du parti nazi et dans sa branche militaire, la Waffen-SS. Il est attribué pour la première fois en 1942.

## Contexte historique
Dans « l'organisation politico-policière et militaire » qu'est la SS du Troisième Reich, ce grade  correspond aux grades de Generaloberst (des armées de terre ou de l’air) ou de Generaladmiral (de la marine) au sein de la Wehrmacht (les forces armées du Troisième Reich). Il est l'équivalent de général d'armée dans l'Armée française.
Il n'a été attribué qu'à deux dates :
- en avril 1942, à Kurt Daluege (policier, chef de l’Ordnungspolizei) et à Franz Xaver Schwarz (homme politique et trésorier du parti nazi) ;
- en août 1944, à deux militaires de la SS, Sepp Dietrich et Paul Hausser, au plus fort des combats pour contenir l'avancée des ennemis du Reich, et quelques jours après l'attentat du 20 juillet contre Hitler, à la suite duquel la confiance dans la Wehrmacht (l'armée régulière), et nombre de ses généraux, avait été sérieusement ébranlée.

C'est le deuxième grade d'officier général le plus élevé dans le corps des officiers généraux SS qui en compte cinq (si on inclut celui de Reichsführer-SS, principalement porté par Himmler). Dans l'ordre hiérarchique descendant, pour les grades comportant une ou plusieurs feuilles de chêne au collet (les grades d’Oberführer et Standartenführer ne sont pas des grades d'officiers généraux, mais d'officiers supérieurs), on a le tableau suivant :
| Ordre hiérarchique descendant                         | Insignes de col (1942-1945) | Grade dans la SS        | Suffixe pour la police          | Suffixe pour la Waffen-SS         | Équivalent dans les armées de terre ou de l’air | Équivalent dans la marine |
| Officiers généraux                                    | Officiers généraux          | Officiers généraux      | Officiers généraux              | Officiers généraux                | Officiers généraux                              | Officiers généraux        |
| ----------------------------------------------------- | --------------------------- | ----------------------- | ------------------------------- | --------------------------------- | ----------------------------------------------- | ------------------------- |
| N/A                                                   | N/A                         | Pas d’équivalent        | N/A                             | N/A                               | Reichsmarschall                                 | Pas d’équivalent          |
| 1                                                     |                             | Reichsführer-SS         | und Chef der deutschen Polizei  | N/A                               | Generalfeldmarschall                            | Großadmiral               |
| 2                                                     |                             | SS-Oberst-Gruppenführer | und Generaloberst der Polizei   | und Generaloberst der Waffen-SS   | Generaloberst                                   | Generaladmiral            |
| 3                                                     |                             | SS-Obergruppenführer    | und General der Polizei         | und General der Waffen-SS         | General                                         | Admiral                   |
| 4                                                     |                             | SS-Gruppenführer        | und Generalleutnant der Polizei | und Generalleutnant der Waffen-SS | Generalleutnant                                 | Vizeadmiral               |
| 5                                                     |                             | SS-Brigadeführer        | und Generalmajor der Polizei    | und Generalmajor der Waffen-SS    | Generalmajor                                    | Konteradmiral             |
| Officiers supérieurs avec feuilles de chêne au collet |                             |                         |                                 |                                   |                                                 |                           |
| 6                                                     |                             | SS-Oberführer           | Néant                           | Néant                             | Pas d’équivalent                                | Kommodore                 |
| 7                                                     |                             | SS-Standartenführer     | und Oberst der Polizei          | Néant                             | Oberst                                          | Kapitän zur See           |

## Insignes de grade (de 1942 à 1945)

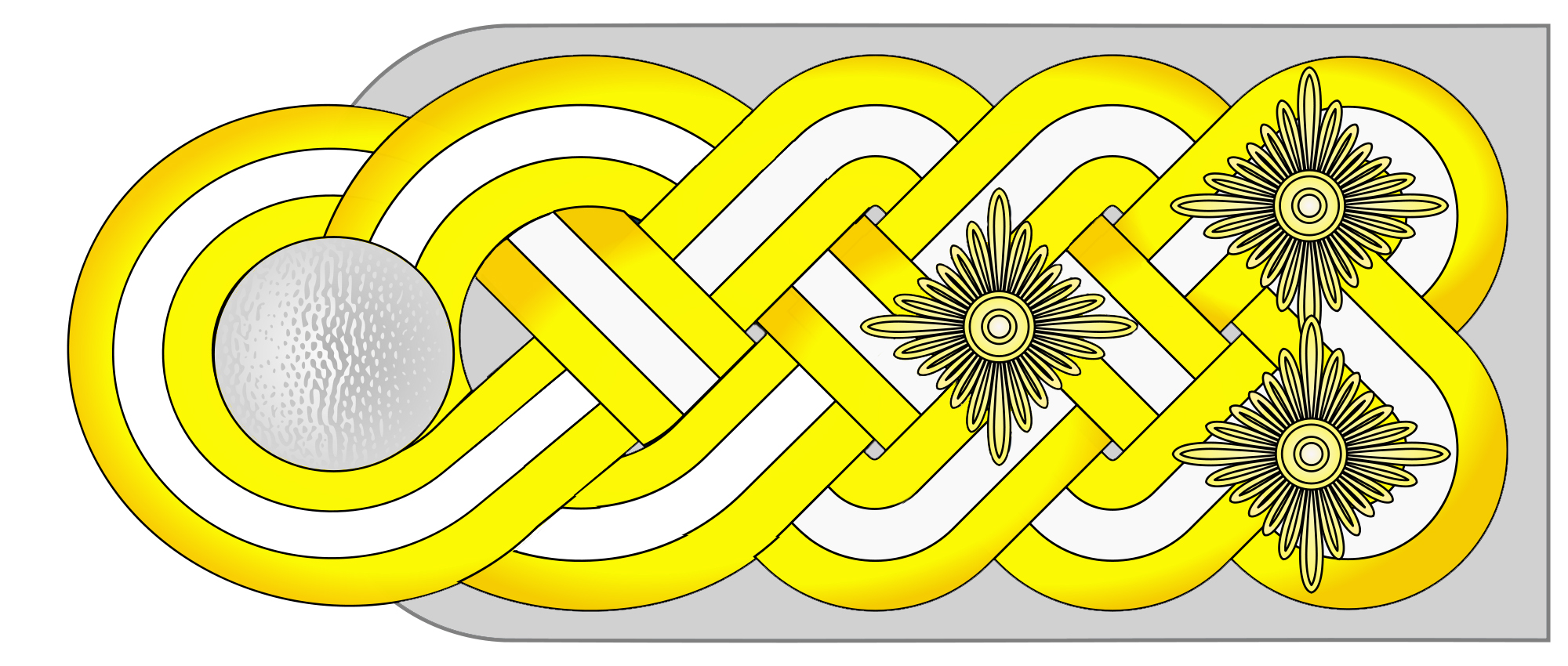
Patte d'épaule.
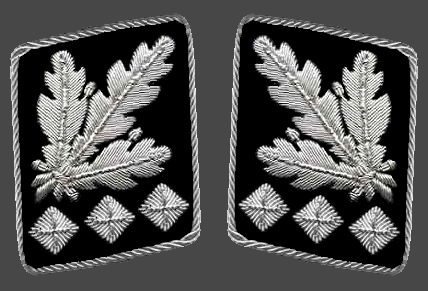
Pattes de collet.
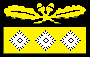
Sur tenue de camouflage (au niveau du bras).

## Équivalence
- Wehrmacht : Generaloberst
- Armée française : général d'armée

## Officiers ayant porté ce grade
Il fut seulement porté par quatre hommes durant ses trois années d'existence.
| Nom                 | Date d’accès au grade | Titre complet                                                  |
| ------------------- | --------------------- | -------------------------------------------------------------- |
| Kurt Daluege        | 20 avril 1942         | SS-Oberst-Gruppenführer und Generaloberst der Polizei          |
| Franz Xaver Schwarz | 20 avril 1942         | SS-Oberst-Gruppenführer                                        |
| Sepp Dietrich       | 1er août 1944         | SS-Oberst-Gruppenführer und Panzer-Generaloberst der Waffen-SS |
| Paul Hausser        | 1er août 1944         | SS-Oberst-Gruppenführer und Generaloberst der Waffen-SS        |

D'autres hauts dignitaires nazis auraient pu prétendre à ce grade :
- Reinhard Heydrich, directeur du Reichssicherheitshauptamt, mais il a été assassiné en juin 1942 [1];
- en 1944, Heinrich Himmler proposa de nommer Albert Speer au grade honorifique d’Oberst-Gruppenführer mais Speer expliqua, des années après, qu'il avait refusé à cause de son dégoût pour la SS ;
- Hermann Göring a été également proposé à ce rang en 1945, mais il aurait décliné cette offre par aversion pour Himmler ;
- le successeur de Himmler, Karl Hanke n'a jamais été Oberst-Gruppenführer, mais a été nommé Reichsführer-SS, directement depuis le grade d’Obergruppenführer.